# Schagan (See)

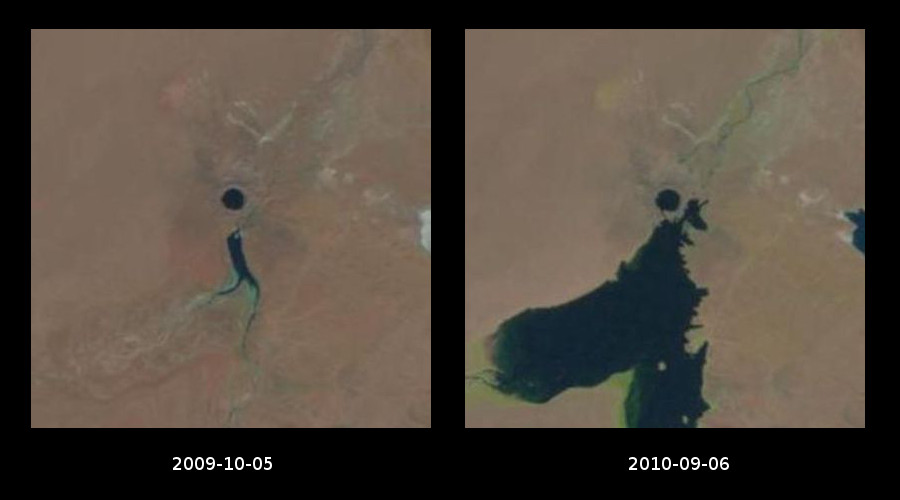
Der See Schagan in den Jahren 2009 und 2010 (Satellitenaufnahme)

Der See Schagan (kasachisch Шаған Şağan, russisch Чаган Tschagan; auch Balapan) ist ein künstlicher See in Kasachstan. Er entstand nach dem Kernwaffentest Tschagan am 15. Januar 1965 und befindet sich auf dem Atomwaffentestgelände Semipalatinsk. Diese in einer Tiefe von 178 m erfolgte Explosion einer Kernwaffe war die erste von 115 und mit einem TNT-Äquivalent von 140 Kilotonnen stärkste des sowjetischen Programms Atomexplosionen für die Volkswirtschaft, in dessen Rahmen Nukleartechnologie zivil nutzbar gemacht werden sollte. Das Wasser des Sees kommt aus dem gleichnamigen Fluss Schagan. Da der See noch immer radioaktiv kontaminiert ist, wird er auch als „Atomsee“ bezeichnet.